# Keith Moon

Keith John Moon (Londres, Anglaterra, 23 d'agost de 1946 - ibidem, 7 de setembre de 1978) fou un músic anglès, conegut per ser el  bateria de la banda  britànica de rock The Who. Es va guanyar el reconeixement pel seu estil exuberant i innovador en la bateria, i el seu excèntric comportament autodestructiu, el que li va valer el sobrenom de «Moon the Loon» («Moon el sonat»). Moon es va unir a The Who el 1964. Va participar en tots els àlbums i senzills des del seu debut, a «Zoot Suit» de 1964, fins a Who Are You de 1978, àlbum que va ser llançat només tres setmanes abans de la seva mort.
Moon va ser conegut per la seva dramàtica i emocionant manera de tocar la bateria, evitant freqüentment els ritmes bàsics, enfocant la seva tècnica en la rapidesa, subratllant els redobles a través dels  tambors, tocant ambidestrament el doble bombo i colpejant salvatgement els plats. El van nomimar al Rock and Roll Hall of Fame com un dels grans bateries del rock and roll, i de manera pòstuma, va ser induït al Rock Hall com a membre de The Who el 1990.
El llegat de Moon, com a membre de The Who, com a solista i com una excèntrica personalitat, segueix recollint premis i elogis. Els lectors de la revista Rolling Stone, el van posicionar en el segon lloc entre «Els millors bateries de tots els temps» el 2011, gairebé 35 anys després de la seva mort.